# Инокентий V (папа)
Блажений Папа Инокентий V (на латински: Innocentius.PP.V) роден Пиер дьо Тарантес (на италиански: Pierre de Tarentaise) е глава на Католическата църква, 185-ия папа в Традиционното броене.